# غرفة الغضب
غرفة الغضب (بالإنجليزية: Anger Room)‏ هي أحد الأعمال التجارية في دالاس في تكساس، حيثُ يَتم تأجير الشَخص غُرفة مفروشة تحتوي على قطع من الأثاث القابل للتحطيم والتدمير، حيثُ يقوم الشخص بتفريغ غضبه بتحطيم هذه الأشياء. بَدأت هذه الشركة العَمل في ديسمبر 2011 على يد دونا ألكسندر.

## روابط خارجية
- الموقع الرسمي